# Сент-Фер
Сент-Фер (фр. Sainte-Feyre) — коммуна во Франции, находится в регионе Лимузен. Департамент коммуны — Крёз. Входит в состав кантона Гере-Юго-Восточный. Округ коммуны — Гере.
Код INSEE коммуны — 23193.

## Население
Население коммуны на 2010 год составляло 2302 человека.
| 1962 | 1968 | 1975 | 1982 | 1990 | 1999 | 2010 |
| ---- | ---- | ---- | ---- | ---- | ---- | ---- |
| 1425 | 1457 | 1547 | 1889 | 2250 | 2251 | 2302 |

## Экономика
В 2010 году среди 1508 человек трудоспособного возраста (15—64 лет) 1083 были экономически активными, 425 — неактивными (показатель активности — 71,8 %, в 1999 году было 75,3 %). Из 1083 активных жителей работали 1017 человек (531 мужчина и 486 женщин), безработных было 66 (23 мужчины и 43 женщины). Среди 425 неактивных 95 человек были учениками или студентами, 257 — пенсионерами, 73 были неактивными по другим причинам.